# Louppy-le-Château
Louppy-le-Château è un comune francese di 174 abitanti situato nel dipartimento della Mosa nella regione del Grand Est.

## Società

### Evoluzione demografica
Abitanti censiti